# Верт-на-Рейні
Верт-на-Рейні або Верт-ам-Райн (нім. Wörth am Rhein) — місто в Німеччині, розташоване в землі Рейнланд-Пфальц на кордоні з Францією. Входить до складу району Гермерсгайм.
Площа — 131,64 км2. Населення становить 18 217 ос. (станом на 31 грудня 2020).

## Економіка
У місті розташовані виробничі потужності автомобільного концерну Daimler AG, на яких виробляються великовантажні автомобілі.

## Галерея

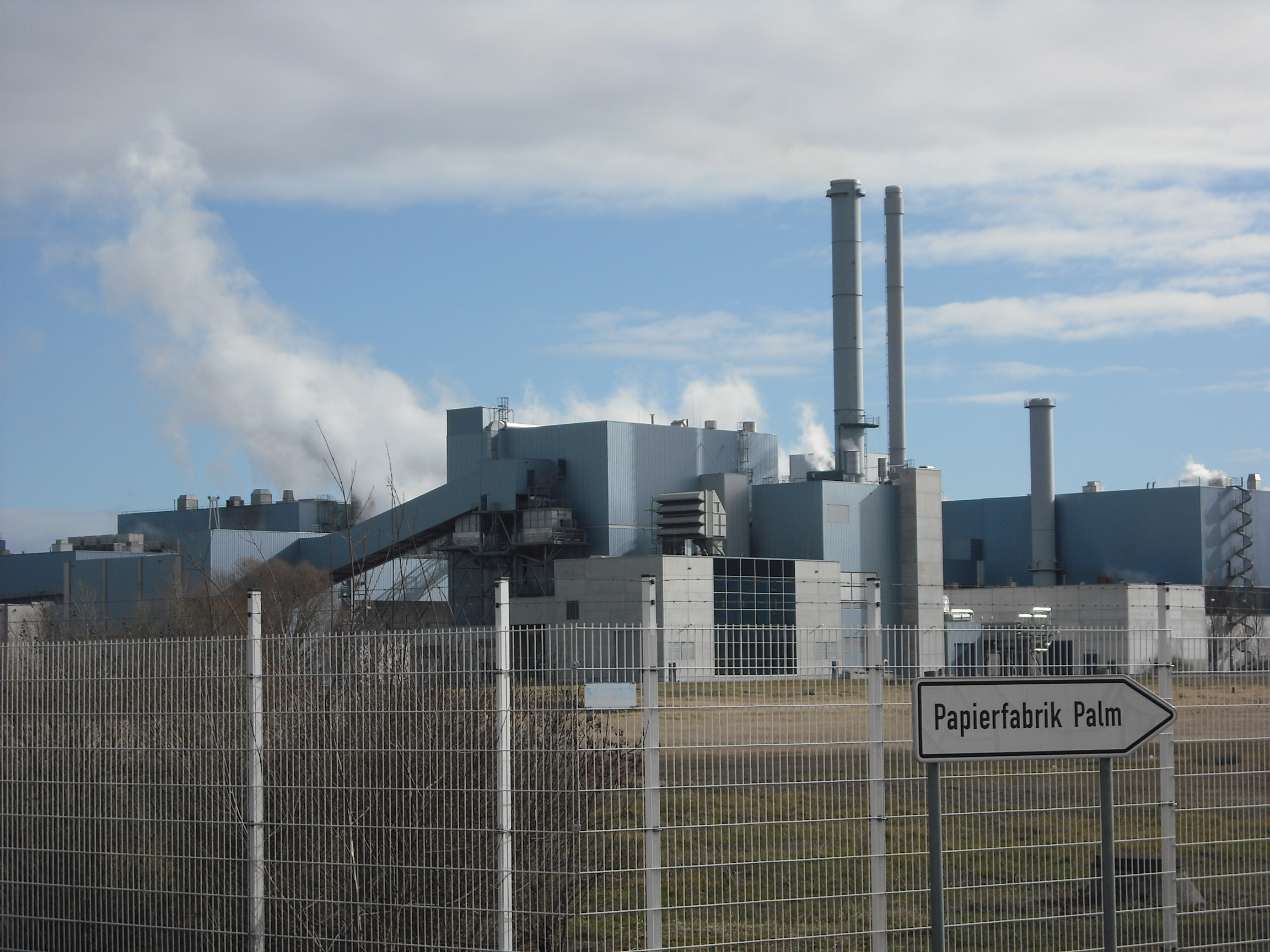
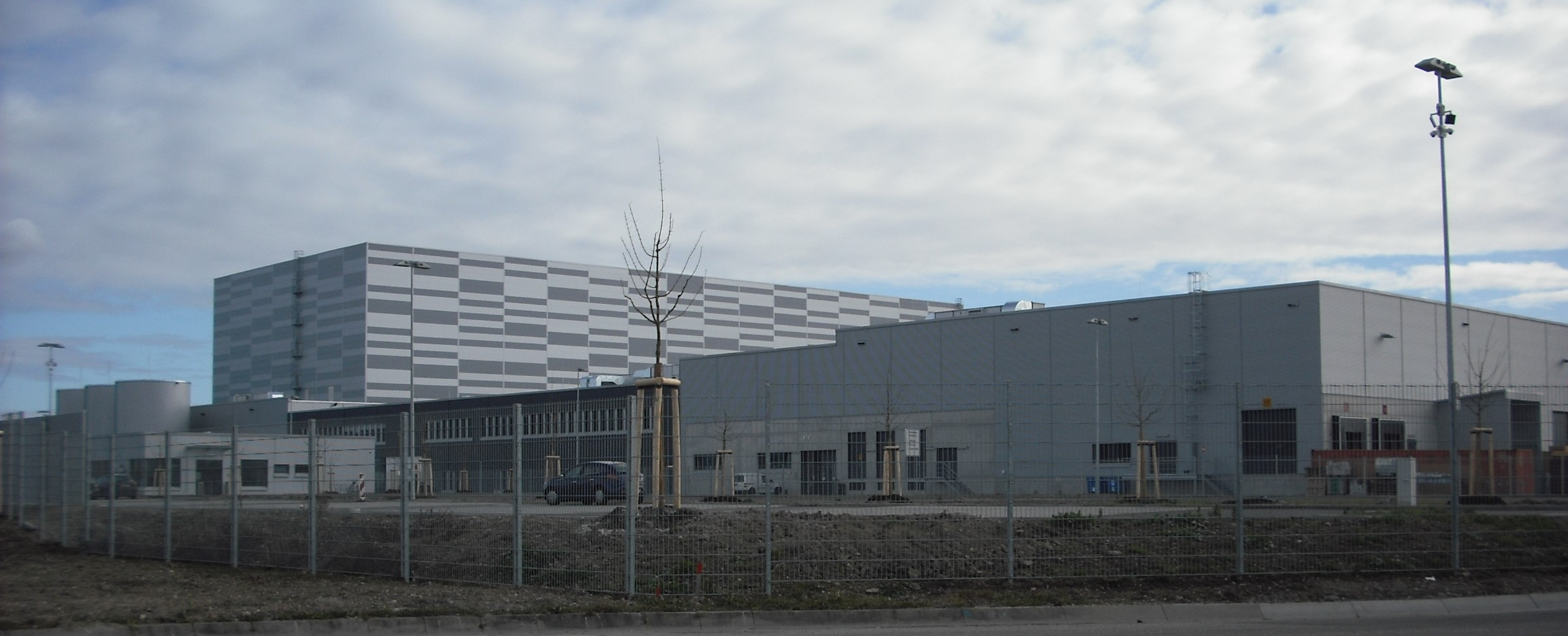
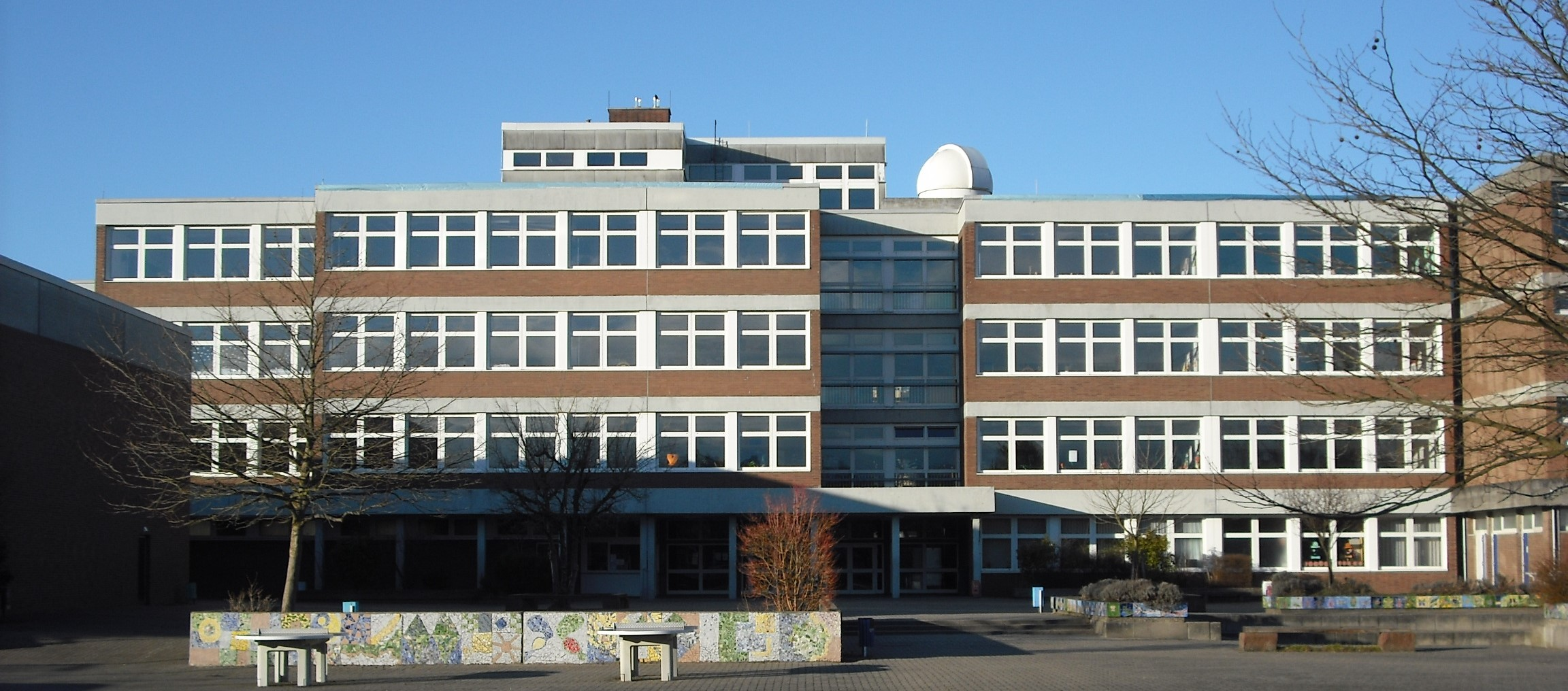
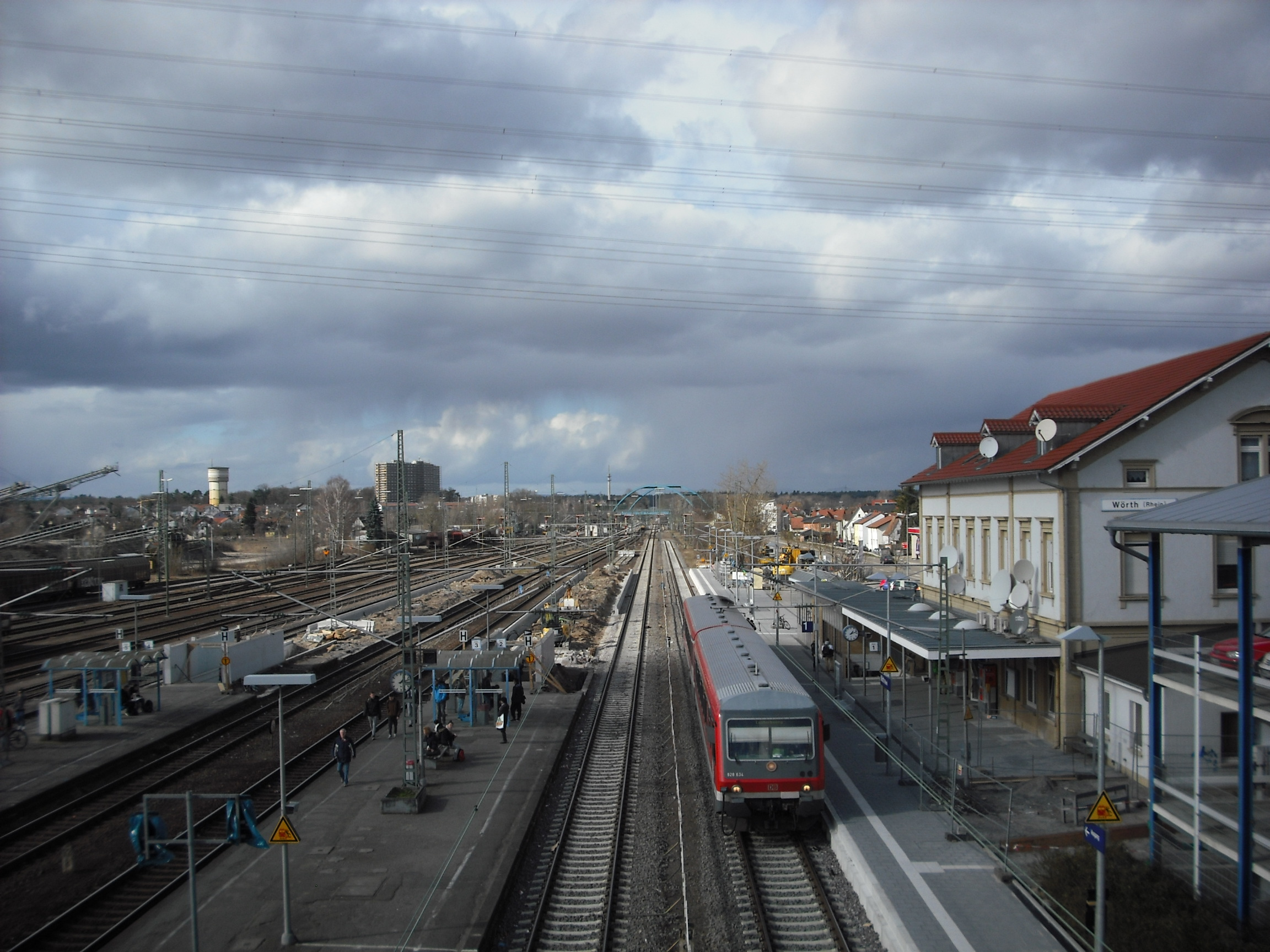
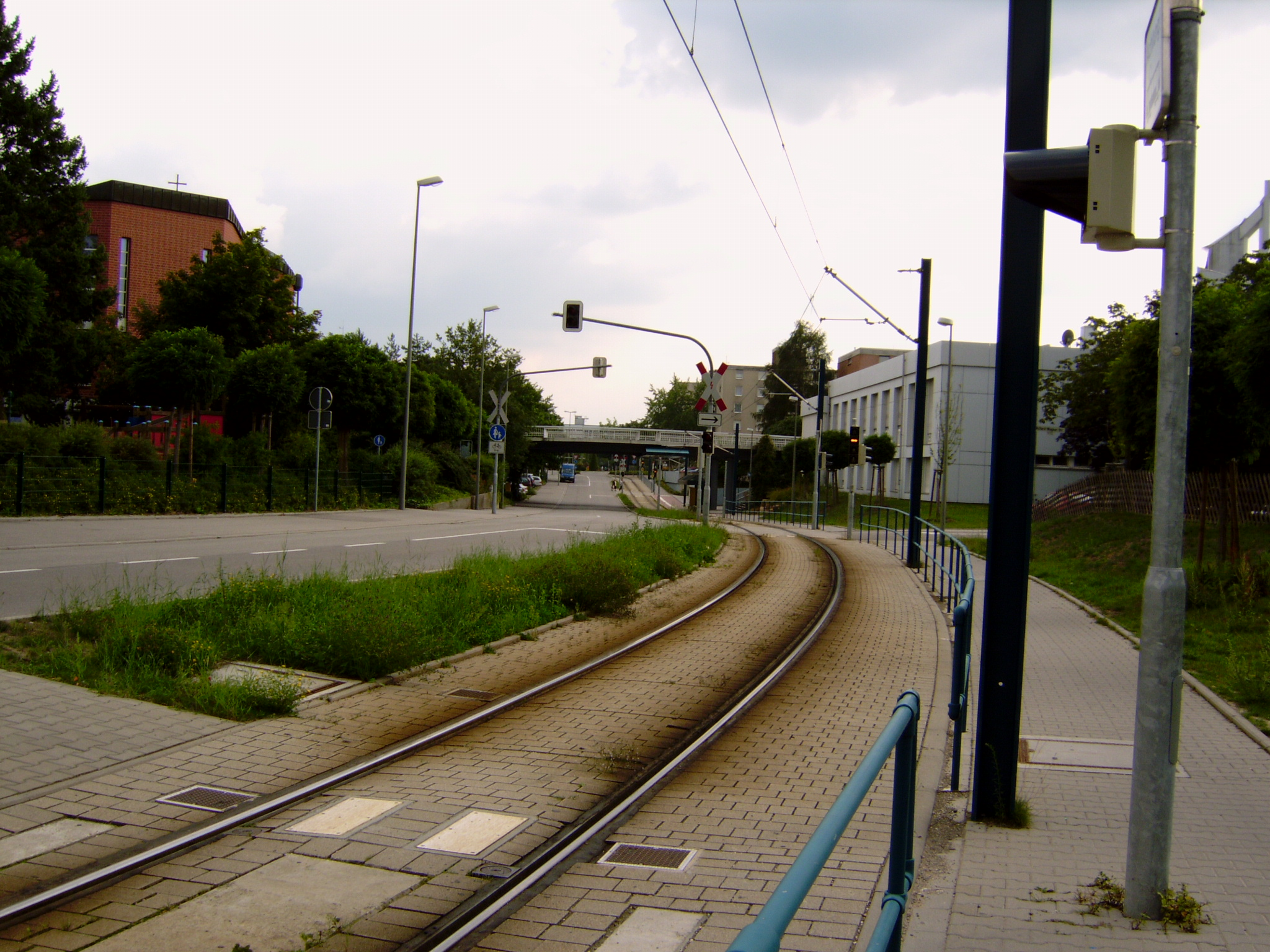